# Tragidion annulatum
Tragidion annulatum är en skalbaggsart som beskrevs av Leconte 1858. Tragidion annulatum ingår i släktet Tragidion och familjen långhorningar. Inga underarter finns listade i Catalogue of Life.